# Utvorda
Utvorda är en by i Flatangers kommun i Trøndelag fylke i mellersta Norge. Byn ligger vid änden av fylkesväg 6928, på västra sidan av Namsenfjorden. Härifrån går den enda fasta förbindelsen med kommunens centralort Lauvsnes genom angränsande Namsos kommun.